# Bert Wheeler
Albert Jerome „Bert“ Wheeler (* 7. April 1895 in Paterson, New Jersey; † 18. Januar 1968 in New York City) war ein US-amerikanischer Schauspieler und Komiker. Gemeinsam mit dem Komiker Robert Woolsey bildete er von Ende der 1920er-Jahre bis zu Woolseys Tod im Jahre 1938 das sehr erfolgreiche Komikerduo Wheeler & Woolsey. Beide drehten bei RKO Pictures über 20 Filmkomödien mit Musik- und Tanzeinlagen.

## Leben und Karriere
Bert Wheeler wuchs als Halbwaise auf, nachdem seine Mutter kurz nach seiner Geburt verstarb. Er träumte schon als kleiner Junge davon, später Schauspieler zu werden. Mit 16 Jahren verließ er sein Elternhaus und sammelte erste Erfahrungen auf Vaudeville-Bühnen, wo er sich auf komödiantische Auftritte spezialisierte und schon bald ein bekannter Name wurde. 1923 schaffte Wheeler den Sprung an den Broadway mit einem Engagement bei den legendären Ziegfeld Follies vom Theaterproduzenten Florenz Ziegfeld junior. In der Folgezeit erhielt er lukrative Filmangebote aus Hollywood (unter anderem von Harold Lloyd), die er allerdings alle ablehnte. Bei der Produktion des Ziegfeld-Stückes Rio Rita im Jahre 1927 lernte Wheeler den sieben Jahre älteren Komiker Robert Woolsey kennen. Beide wurden in Rio Rita, das sich zu einem großen Erfolg entwickelte, als komisches Duo gepaart. Für Wheeler und Woosley war es der Auftakt zu einer langen und fruchtbaren Zusammenarbeit. Als RKO Pictures im Jahre 1929 Rio Rita verfilmte, wurden auch die beiden Komiker nach Hollywood verpflichtet, um ihre Rollen erneut zu spielen.
Nach dem Erfolg von Rio Rita wurden Wheeler und Woosley als Duo von RKO Pictures in Komödien wie Hook Line and Sinker (1930), Caught Plastered (1931), Girl Crazy (1932), Diplomaniacs (1934) und The Nitwits (1936) eingesetzt. Markenzeichen der Komiker war ihr schneller Wortwitz, der teilweise surreale Humor sowie viele damals ungewöhnlich anzügliche Gags. Während Woolsey dabei meist den zigarrenrauchenden, väterlichen „Ideenman“ verkörperte, spielte Wheeler meist den liebenswert-romantischen Einfaltspinsel. In den 1930er-Jahren galten Wheeler und Woolsey als führende Komiker in Hollywood und genossen ähnliche Popularität wie ihre Zeitgenossen Laurel und Hardy oder die Marx Brothers. Dementsprechend spielten an ihrer Seite auch teilweise sehr bekannte Stars wie Boris Karloff, Betty Grable und Thelma Todd. Für Half Shot at Sunrise wurde eigens Fatty Arbuckle als Gagman engagiert. Schon 1937 erkrankte Robert Woolsey allerdings schwer, er verstarb im November 1938 mit 50 Jahren.
Ohne seinen Partner drehte Bert Wheeler nur noch wenige Filme, er arbeitete stattdessen hauptsächlich als Theaterschauspieler. Unter anderem war er Anfang der 1940er-Jahre gemeinsam mit seiner ehemaligen Filmpartnerin Dorothy Lee auf Tournee. Ab den 1950er-Jahren hatte Wheeler noch einige Fernsehauftritte, etwa in einer Hauptrolle als Halbblut Smokey Joe in der Western-Fernsehserie Großer Adler – Häuptling der Cheyenne (1955–1956). Bert Wheeler verstarb 1968 im Alter von 72 Jahren an einer Chronisch obstruktiven Lungenerkrankung. Er war fünfmal verheiratet und hatte ein Kind. Trotz ihrer einstigen Popularität sind Wheeler und Woolsey heute weitgehend in Vergessenheit geraten, was wohl unter anderem an fehlenden Vermarktungen oder Fernsehausstrahlungen liegt. Inzwischen sind aber alle 23 Wheeler-und-Woolsey-Filme in den USA auf DVD erschienen.

## Filmografie (Auswahl)
- 1929: Rio Rita
- 1930: Dixiana
- 1930: Hook Line and Sinker
- 1930: Half Shot at Sunrise
- 1931: Caught Plastered
- 1931: Cracked Nuts
- 1931: Juwelenraub in Hollywood (The Stolen Jools; Kurzfilm)
- 1932: Girl Crazy
- 1933: Diplomaniacs
- 1934: Cockeyed Cavaliers
- 1934: Hips, Hips, Hooray!
- 1934: Kentucky Kernels
- 1935: The Nitwirs
- 1936: Mummy’s Boys
- 1941: Las Vegas Nights
- 1955–1956: Großer Adler – Häuptling der Cheyenne (Brave Eagle; Fernsehserie, 26 Folgen)
- 1962: Preston & Preston (The Defenders; Fernsehserie, eine Folge)